# Caprais de Lérins
Pour les articles homonymes, voir Saint Caprais.
Caprais, moine, compagnon de saint Honorat, fondateur de l'abbaye de Lérins († 430 ou 433) ; fêté le 1er juin.

## Histoire et tradition
Compagnon de saint Honorat, il découvre avec lui le monachisme égyptien dans son établissement en Provence. Il restera simple moine jusqu'à sa mort dans la communauté de Lérins après l'élévation de saint Honorat sur le siège d'Arles. 
Une antique chapelle de l'île Saint-Honorat porte son nom.
Saint Hilaire d'Arles disait de lui :
« Sa charité était ardente, son humilité extrême, sa modestie parfaite ».
Il ne faut pas le confondre avec le saint martyr Caprais d'Agen fêté le 20 octobre.